# Иприт
Ипри́т (или горчичный газ, синонимы: 2,2'-дихлордиэтиловый тиоэфир, 2,2'-дихлордиэтилсульфид, 1-хлор-2-(2'-хлорэтилтио)-этан, «Lost») — химическое соединение с формулой S(CH2CH2Cl)2. Боевое отравляющее вещество кожно-нарывного действия, по механизму действия — яд цитотоксического действия, алкилирующий агент.

## История
Был синтезирован Сезаром Депре в 1822 году и (независимо) британским учёным Фредериком Гатри в 1860 году.
Первоначально веществу было присвоено название Lost — сокращение от фамилий учёных Вильгельма Ломеля (нем. Wilhelm Lommel) и Вильгельма Штейнкопфа, создавших в 1916 году метод его выработки в промышленных масштабах для Германской имперской армии.
Впервые иприт был применён Германией 12 июля 1917 года против англо-французских войск во время 3-й битвы при Ипре, которые были обстреляны минами, содержавшими маслянистую жидкость, у бельгийского города Ипра (откуда и произошло название этого вещества). Вопреки распространенному мнению, во время 2-й битвы при Ипре, когда впервые было массово применено химическое оружие на Западном фронте, применялся не иприт, а обычный хлор.
Кроме того, иприт применялся Италией в итало-эфиопской войне 1935—1936 годов.
В декабре 1943 года в результате бомбардировки города Бари немецкой авиацией был потоплен американский транспорт «Джон Харви», перевозивший бомбы с ипритом. В результате утечки газа большое количество американских моряков и местных жителей получили отравления, в том числе со смертельным исходом.
В Баасистском Ираке Государственное учреждение Мутана занималось производством иприта в промышленных масштабах.

## Получение
Иприт получают тремя способами:
- Из этилена и хлоридов серы, например S2Cl2 или SCl2:

{\displaystyle {\mathsf {2CH_{2}{\text{=}}CH_{2}+SCl_{2}\rightarrow (CH_{2}Cl{\text{-}}CH_{2})_{2}S}}}
- Из тиодигликоля S(CH2CH2OH)2 и трихлорида фосфора PCl3:

{\displaystyle {\mathsf {3(HO{\text{-}}CH_{2}{\text{-}}CH_{2})_{2}S+2PCl_{3}\rightarrow 3(CH_{2}Cl{\text{-}}CH_{2})_{2}S+2H_{3}PO_{3}}}}
- Из тиодигликоля и соляной кислоты:

{\displaystyle {\mathsf {(HO{\text{-}}CH_{2}{\text{-}}CH_{2})_{2}S+2HCl\rightarrow (CH_{2}Cl{\text{-}}CH_{2})_{2}S+2H_{2}O}}}

## Физические свойства
Иприт — бесцветная жидкость с запахом чеснока или горчицы. Технический иприт — тёмно-коричневая, почти чёрная жидкость с неприятным запахом.
Температура плавления составляет 14,5 °C,
температура кипения — 217 °C (с частичным разложением),
плотность 1,280 г/см³ (при 15 °C).
Иприт легко растворяется в органических растворителях — галогеноалканах, бензоле, хлорбензоле — столь же хорошо, как и в растительных или животных жирах; растворимость в воде составляет 0,05 %. В то время, как растворимость в абсолютном этаноле выше 16 °C составляет почти 100 %, в 92%-ном этаноле она едва достигает 25 %.
Вследствие некоторой поверхностной активности он уменьшает поверхностное натяжение воды и в небольшой мере растекается по ней тонким слоем, как плёнка масла. В результате добавления 1 % высокомолекулярного амина C22H38O2NH2 растекание иприта по воде увеличивается на 39 %.
Иприт очень медленно гидролизуется водой, скорость гидролиза резко возрастает в присутствии едких щелочей, при нагревании и перемешивании.
Иприт энергично реагирует с хлорирующими и окисляющими агентами. Так как при этом образуются нетоксичные продукты, указанные выше реакции используют для его дегазации. С солями тяжёлых металлов иприт образует комплексные окрашенные соединения; на этом свойстве основано обнаружение иприта.

## Химические свойства
При обычной температуре иприт представляет собой устойчивое соединение. При нагревании выше 170 °C он разлагается с образованием неприятно пахнущих ядовитых продуктов различного состава. При температуре выше 500 °C происходит полное термическое разложение. Кратковременное нагревание даже выше 300 °C почти не приводит к образованию продуктов разложения, поэтому иприт считается относительно устойчивым к детонации.
По отношению к металлам при обычной температуре иприт инертен, он почти не воздействует на свинец, латунь, цинк, сталь, алюминий; при повышении температуры сталь разрушается. Загрязнённый иприт, содержащий обычно воду и хлористый водород, вызывает коррозию стали. Образующиеся соли железа способствуют коррозии. Из-за выделяющихся газов (водорода, сероводорода, этилена и других продуктов разложения) следует считаться с повышением давления в закрытых ёмкостях, минах, бомбах и контейнерах для перевозки.
Ингибиторы коррозии и антиоксиданты препятствуют разложению при хранении. Такими веществами могут быть, например, галогениды тетраалкиламмония, гексаметилентетрамин, пиридин, пиколин, хинолин и другие органические аминопроизводные.
В организме человека иприт вступает в реакцию алкилирования с NH-группами нуклеотидов, которые входят в состав ДНК. Это способствует образованию сшивок между цепями ДНК, из-за чего данный участок ДНК становится неработоспособным.

## Разновидности и аналоги
С названием «иприт» в качестве боевых отравляющих веществ могут употребляться следующие вещества:
- собственно иприт (сернистый иприт, HS)
- дистиллированный иприт (HD) — бис(2-хлорэтил)сульфид, иприт очищенный от серосодержащих примесей
- Левинштейновский иприт (Agent H) — 70 % дистиллированного иприта + 30% серные примеси
- иприт Зайкова — этилгруппа заменена на пропилгруппу, обладает более высокой летучестью (tплавл. < 0 °С), чем сернистый иприт и применяется при низкой температуре воздуха
- полуторный иприт (Q) — обладает более низкой летучестью (tплавл. = 56,5 °С), чем сернистый иприт и применяется в смеси с ним при высокой температуре воздуха
- кислородный иприт (T) — бис[2-(2-хлороэтилтио)этиловый] эфир, обладает более низкой летучестью (tплавл. = -10 °С), чем сернистый иприт и применяется в смеси с ним при высокой температуре воздуха
- иприт загущенный (W) — смесь сернистого иприта  c загустителем (к примеру, полиметилметакрилат с Mr ≈ 50 кДа), также возможно и добавление люизита (L)
- азотистые иприты — 2-хлорзамещённые алкиламины, структурно и отравляющими свойствами сходные с сернистым ипритом

## Поражающее действие
Формы применения иприта: воздушно-капельный и жидко-капельный. При поражении воздушно-капельным ипритом преимущественно поражаются органы дыхания (ларинго-трахеит, трахео-бронхит, бронхо-пневмония); при поражении жидко-капельным ипритом — кожные проявления (эритема, везикулы, буллы, язва, некрозы).

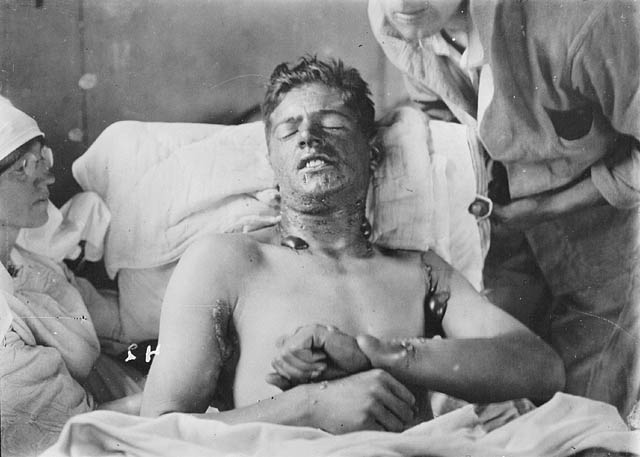
Канадский солдат после отравления ипритом

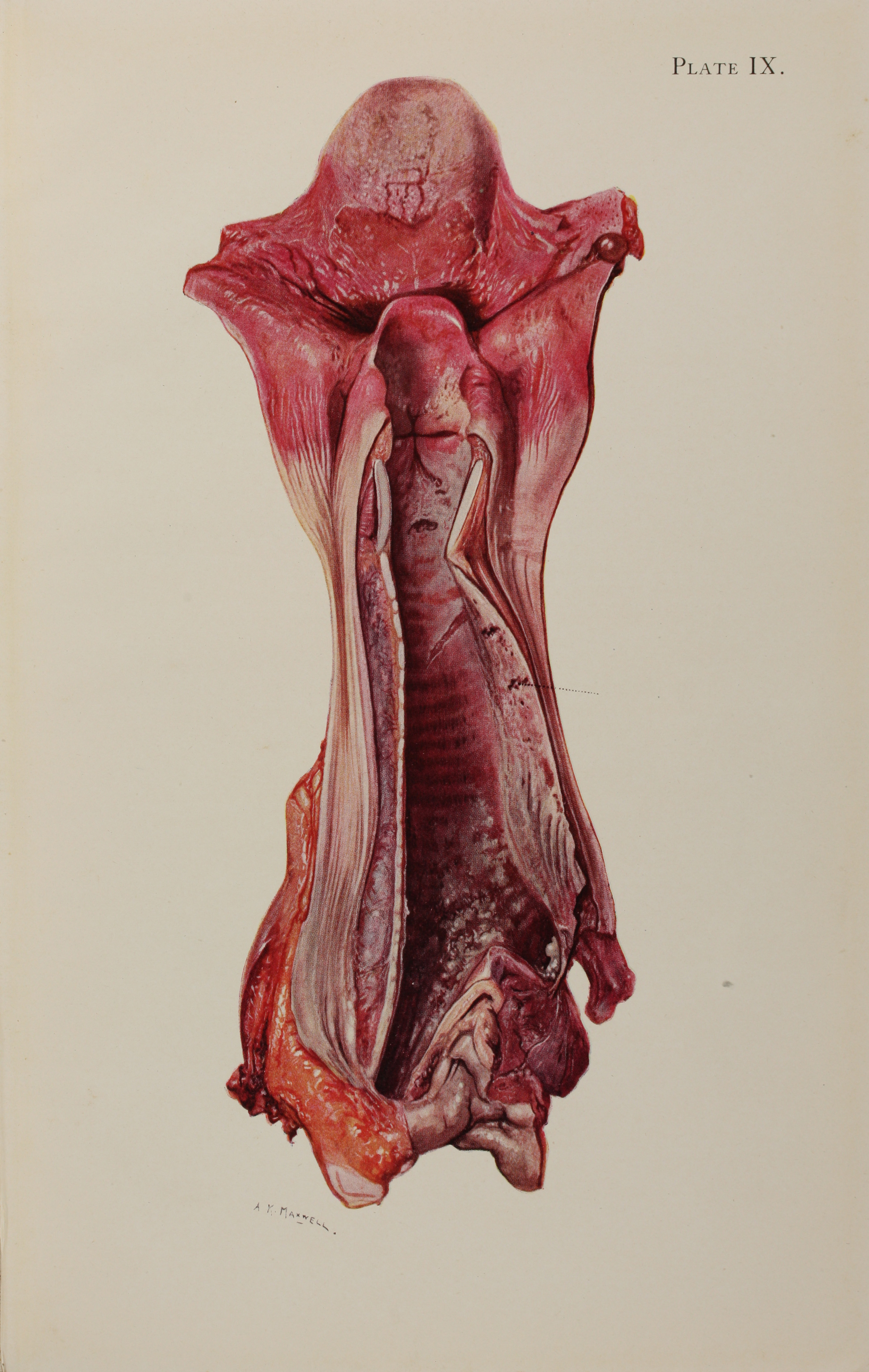
Изъязвления и отслоение слизистой гортани и трахеи, поражённой парами иприта

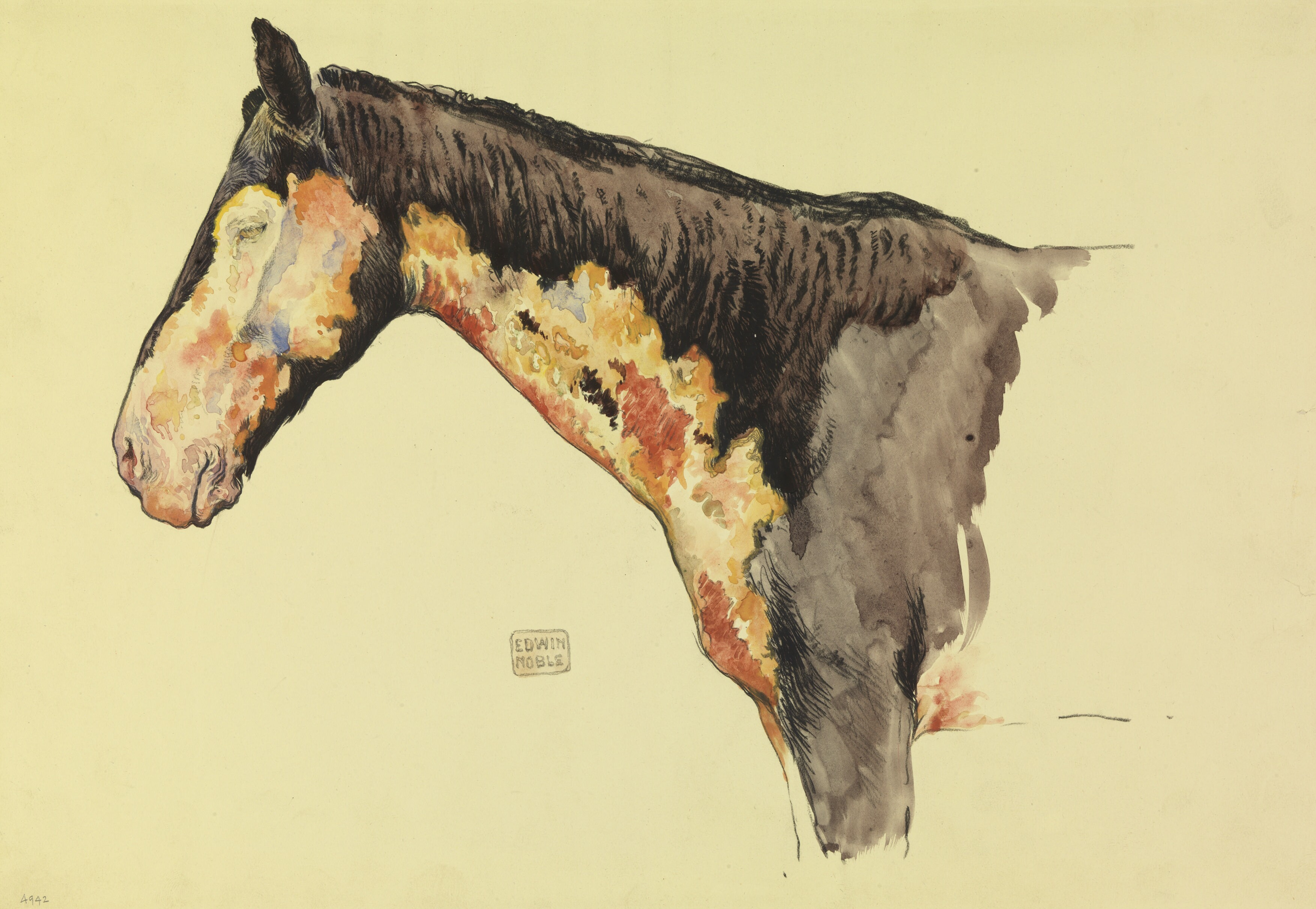
Рисунок лошади, поражённой ипритом, — в местах поражения выпадение волос, воспаление и глубокие язвы кожи

Иприт воздействует на организм человека несколькими способами:
- разрушение клеточных мембран;
- нарушение обмена углеводов;
- «вырывание» азотистых оснований из ДНК и РНК.

Иприт обладает поражающим действием при любых путях проникновения в организм. Поражения слизистых оболочек глаз, носоглотки и верхних дыхательных путей проявляются даже при незначительных концентрациях иприта. При более высоких концентрациях наряду с местными поражениями происходит общее отравление организма. Иприт имеет скрытый период действия (2—8 часов) и обладает кумулятивностью.
В момент контакта с ипритом раздражение кожи и болевые эффекты отсутствуют. Поражённые ипритом места предрасположены к инфекции. Поражение кожи начинается с покраснения, которое проявляется через 2—6 часов после воздействия иприта. Через сутки на месте покраснения образуются мелкие пузыри, наполненные жёлтой прозрачной жидкостью, в последующем сливающиеся. Через 2—3 дня пузыри лопаются и образуется заживающая только через 20—30 суток язва. Если в язву попадает инфекция, то заживление может затянуться до 2—3 месяцев.
При вдыхании паров или аэрозоля иприта первые признаки поражения проявляются через несколько часов в виде сухости и жжения в носоглотке, затем наступает сильный отёк слизистой оболочки носоглотки, сопровождающийся гнойными выделениями. В тяжёлых случаях развивается воспаление лёгких, смерть наступает на 3—4-й день от удушья.
Особенно чувствительны к парам иприта глаза. При воздействии паров иприта на глаза появляется ощущение песка в глазах, слезотечение, светобоязнь, затем происходят покраснение и отёк слизистой оболочки глаз и век, сопровождающийся обильным выделением гноя.
Попадание в глаза капельно-жидкого иприта может привести к слепоте. При попадании иприта в желудочно-кишечный тракт через 30—60 минут появляются резкие боли в желудке, слюнотечение, тошнота, рвота, мелена.
Интересно отметить высказывания В. Мейера (Meyer V.), который получил иприт в чистом виде в 1886 году:

Сначала я склонялся к тому, что явления, наблюдающиеся при действии хлорида, следует объяснить особой восприимчивостью экспериментатора; однако в результате опытов, выполненных по моей просьбе в здешнем физиологическом институте, я уяснил нечто более важное. Согласно этим опытам, это соединение обладает в высокой степени опасными свойствами, как можно было заключить на основании предварительного, ограничивающегося наиболее важными и бросающимися в глаза наблюдениями, сообщения.
Каждого из кроликов средней величины дважды помещали на 3—4 часа в запертую клетку, вентилируемую сильным потоком воздуха. Перед попаданием в клетку поток воздуха проходил через стеклянную трубку, в которой находились полоски фильтровальной бумаги, смоченные 2,2'-дихлордиэтилсульфидом. Животные были возбуждены, часто касались лапами носа и морды, которые имели характерную ярко-красную окраску. Конъюнктива тоже покраснела, а глаза были очень влажными. Выделение влаги кожей заметно увеличилось. На следующий день глаза сильно воспалились, веки склеились гнойными выделениями. Появился сильный насморк, уши сильно опухли, и в слуховом проходе появилось гнойное воспаление. К вечеру третьего дня животные умерли от острой пневмонии, распространившейся на оба лёгких. Один очень сильный кролик, который несколько часов вдыхал пары вещества через отверстие воздуховодной трубки, так что не действовали на поверхность тела, умер уже вечером того же дня от развившейся пневмонии, поэтому времени для проявления других симптомов уже не было.
У кроликов, которым с помощью тонкой кисточки на неповреждённую кожу кончиков ушей было нанесено немного дихлордиэтилсульфида, на месте нанесения совершенно не появилось следов поражения, однако всё ухо сильно опухло, а в одном случае от основания слухового прохода до наружной части уха возникло обильное гнойное воспаление. Возможность затекания препарата в слуховой проход была исключена отчасти из-за незначительности нанесённого кисточкой количества вещества, отчасти вследствие того, что препарат был нанесён на наружную поверхность уха. В случае, когда кожу предварительно обнажали сбриванием шерсти с кончиков ушей, нанесённый кисточкой препарат, разумеется, вызывал преимущественное нагноение в этом месте, но одновременно и более сильное опухание всего уха и воспаление глаз. При подкожном введении примерно двух капель препарата в царапину на коже спины кролика возникало воспаление обоих глаз, очень сильный насморк и на третий день наступала смерть вследствие пневмонии. На месте нанесения препарата никаких признаков поражения не было. Так как пары вещества оказывали на экспериментатора вредное действие, подобное вкратце описанному выше, эти опыты пришлось прекратить.

Минимальная доза, вызывающая образование нарывов на коже, составляет 0,1 мг/см². Лёгкие поражения глаз наступают при концентрации 0,001 мг/л и экспозиции 30 минут. Смертельная доза при действии через кожу 70 мг/кг (скрытый период действия до 12 часов и более). Смертельная концентрация при действии через органы дыхания в течение 1,5 часов — около 0,015 мг/л (скрытый период 4—24 часов).

### Первая помощь при поражении ипритом
Антидот при отравлении ипритом отсутствует. По опыту врачей Первой мировой войны, первостепенную роль следует отводить первичной санитарной обработке (клиника, как таковая, при поражении ипритом в первые часы после поражения отсутствует). Капли иприта на коже необходимо немедленно продегазировать с помощью индивидуального противохимического пакета. Глаза и нос следует обильно промыть, а рот и горло прополоскать 2 % раствором питьевой соды или чистой водой. Категорически запрещена обработка кожи с помощью растворителей (например, керосином). В связи с высокой растворимостью иприта в органических растворителях, его проникновение в толщу кожи в данном случае будет заметно быстрее, будет быстрее развиваться язвенно-некротическая стадия поражения. При отравлении водой или пищей, заражённой ипритом, вызвать рвоту, а затем ввести кашицу (так называемую «болтушку»), приготовленную из расчёта 25 грамм активированного угля на 100 мл воды. В везикулёзно-буллёзной стадии пузыри следует вскрыть, на место вскрытого пузыря положить повязку, обильно смоченную раствором хлорамина. Язвы, образовавшиеся из-за попадания капель иприта на кожу, следует лечить как ожоги.

### Защитные средства
Для защиты органов дыхания и кожных покровов от действия иприта используются соответственно противогаз и специальная защитная одежда. Поскольку иприт обладает способностью диффундировать в сложные органические соединения, следует помнить, что общевойсковой защитный комплект (ОЗК) и противогаз не гарантируют полную защиту кожных покровов. Время нахождения в зоне поражения ипритом не должно превышать 40 минут, во избежание проникновения отравляющих веществ через средства защиты к коже.

## Применение в медицине
Структурные аналоги иприта обладают алкилирующими свойствами, что нашло применение в онкологии в качестве препаратов, повреждающих ДНК опухолевых клеток.
Подобных лекарственных препаратов множество, в частности — циклофосфамид, применяемый по настоящее время (2025 год).